# Sobrado à rua das Mercês
O Sobrado à rua das Mercês também chamado de Sobrado na Rua Nove de Julho, nº 136 é uma construção histórica do século XIX tombada pelo Conselho de Defesa do Patrimônio Histórico (Condephaat) em 8 de junho de 1982 na cidade de Areias, no estado de São Paulo.
Teve sua origem por causa da expansão cafeeira no Vale do Paraíba e pertenceu a Manoel da Silva Leme. Construído provavelmente na segunda metade do século XIX em taipa de pilão, com telhado em telhas capa e canal, localiza-se em um terreno elevado, voltado para a praça da Igreja Matriz. Originalmente utilizada como residência, hoje abriga em sua parte superior a prefeitura e, no térreo, uma agência bancária, onde foram substituídas as portas de madeira maciça por portas de madeira e vidro.